# Раймондс Берґманіс
Раймондс Берґманіс (лат. Raimonds Bergmanis; нар. 25 липня 1966, Плявіняс) — міністр оборони Латвії (2015—2019), депутат Сейму Латвії (Союз зелених і селян). У минулому спортсмен-важкоатлет, стронгмен, також тележурналіст.

## Життєпис
Кілька разів змагався за звання Найсильнішої Людини Світу: 2001 року не пройшов кваліфікаційний відбір, посів 3-те місце в 2002 році 4-те в 2003 та 2004 роках. Також посів 3-те місце у змаганні Арнольд Класік Стронґмен у 2003 році.
Тричі входив до команди Латвії з важкої атлетики (у 1992, 1996 та 2000 роках). За час змагань встановив 21 рекорд в історії Латвії. У 1992 році ніс прапор Латвії на церемонії відкриття.
Після закінчення кар'єри подався на телебачення. Вів такі передачі як «Щаслива сім'я» та «Королівський турнір жартів». У 2013 був обраний одним з віце-президентів Латвійського олімпійського комітету.
У 2015 році був затверджений Сеймом Латвії на посаді міністра оборони.